# Рёриг
Рёриг (нем. Röhrig) — община в Германии, в земле Тюрингия.
Входит в состав района Айхсфельд. Подчиняется управлению Удер. Население составляет 254 человека (на 31 декабря 2010 года). Занимает площадь 2,81 км².